# Cardiocephalus
Cardiocephalus es un género extinto de lepospóndilos (pertenecientes al grupo Microsauria) que vivieron a principios del período Pérmico en lo que hoy son los Estados Unidos.